# Saanich

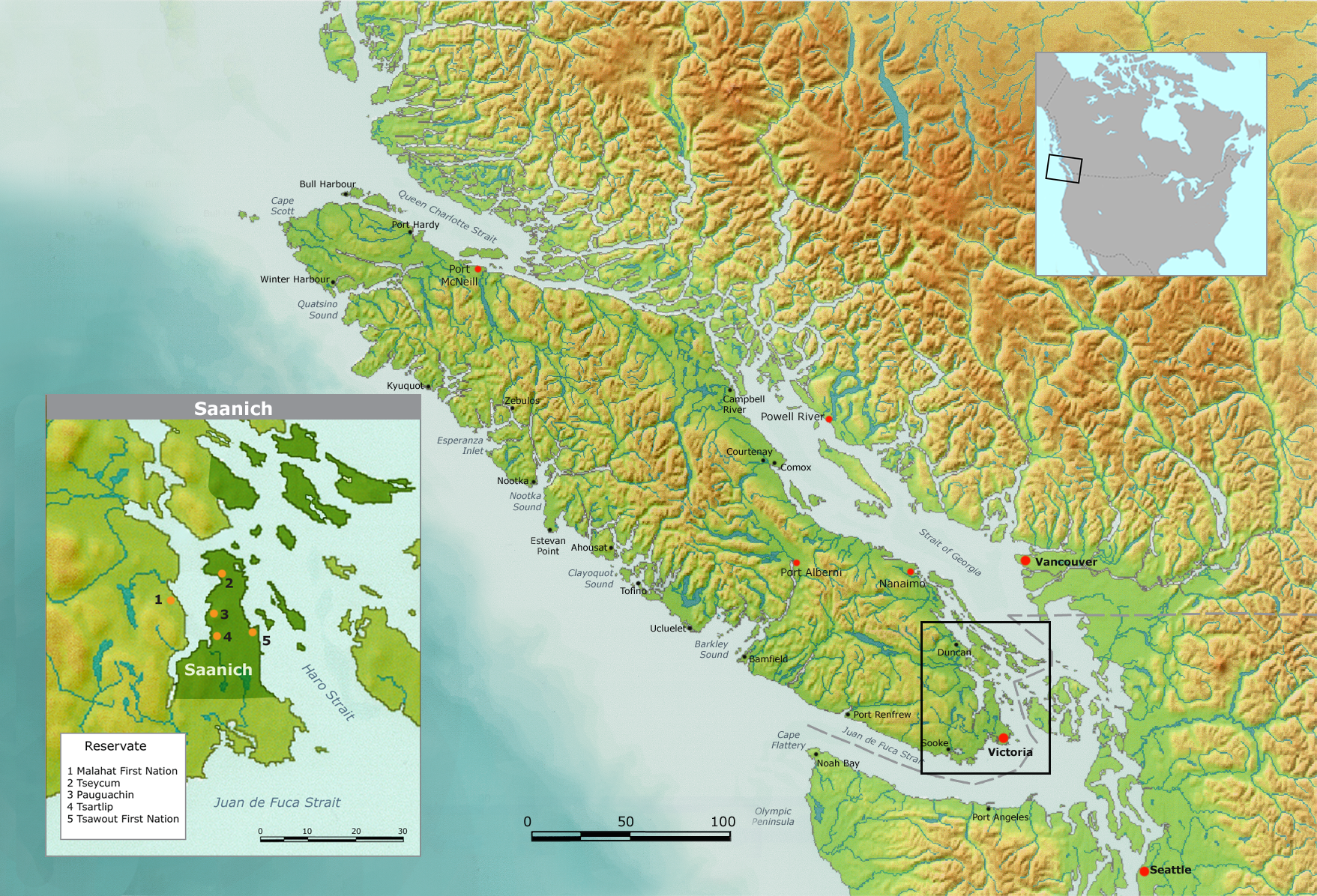
Mappa delle riserve Saanich

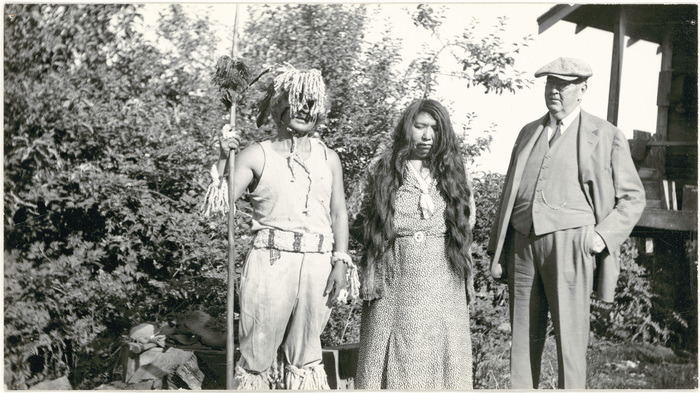
Elsie Copper e suo fratello, che indossa insegne tradizionali Saanich da danza. George Gustav Heye, a destra. Foto del 1938, NMAI.

I Saanich (in Saanich Xʷsenəč) sono nazioni indigene della costa settentrionale della Penisola Olimpica nello stato di Washington, delle isole del Golfo e delle isole di San Juan, della parte meridionale dell'isola di Vancouver e della parte meridionale della Lower Mainland nella British Columbia.

## Storia
I Saanich consistono di cinque gruppi tribali o "famiglie", ora noti come "Prime nazioni":
- la Malahat
- la Pauquachin (tra Gordon Head e Cowichan Head),
- la Tsawout (a Saanichton Bay),
- la Tseycum (a Patricia Bay),
- la Tsartlip (a Brentwood Bay).

### Preistoria
Tra il 500 e il 1000 d.C., caratteristica importante dei gruppi Salish del Sud vicini a Victoria è la presenza di un gran numero di ammassi di pietre (cairns), che servivano come luoghi di sepoltura.
Pertanto, essi sono anche chiamati "tumuli".
Solamente nella Rocky Point Area a ovest di Victoria, si possono zona rilevare circa 400 di questi cairns, laddove centinaia sono probabilmente andati persi, poiché ne sono state prelevate le grandi pietre per utilizzarle per proteggere la costa dalle mareggiate. 
Si può trovare un gran numero di tumuli anche presso Metchosin.
Come per le altre tribù di Vancouver Island, cioè le Nuu-chah-nulth, la società era divisa in tre classi rigorosamente separate le une dalle altre, una superiore (siem), una classe inferiore (stesem) e schiavi (skeyes). Così, in linea di principio, essi differivano poco dalle società europee del tempo.

### I primi europei
Le prime navi spagnole e britanniche raggiunsero Esquimalt nel 1790 e nel 1792. 
Don Manuel Quimper gettò l'ancora nel 1790 nel porto di Esquimalt e chiamò quel luogo Puerto de Cordova.
Già James Cook si meravigliava del paesaggio coltivato dagli indiani della futura Victoria. Il futuro direttore della Compagnia della Baia di Hudson vide nel paesaggio della regione, con il suo aspetto simile ad un parco, le aree verdi aperte, ecc., l'area di insediamento ideale, "un Elysium perfetto per clima e paesaggio".

## Scuole tribali
Nel 1989, quattro delle prime nazioni Saanich, Tsartlip, Pauquachin, Tseycum e Tsawout, hanno costituito la Scuola Tribale ȽÁU,WELṈEW̱. Ha classi che vanno dall'età prescolare fino al 9º livello, in cui si insegna sənčaθən, la lingua dei xʷsenəč e la cultura dei xʷsenəč, assieme alla storia della provincia.
La scuola è anche sede di eventi della comunità.